# Автозаводская улица (Киев)
Автозаводская улица (укр. Автозаводська вулиця) — улица в Оболонском районе города Киева. Пролегает от улицы Семёна Скляренко до улицы Полярная, исторически сложившаяся местность (район) Приорка и Вышгородский массив.
После пересечения под Старозабарским ж/д путепроводом улица Семёна Скляренко в северном направлении сменяется Автозаводской улицей.
Примыкают улицы Резервная, Добрынинская, Казанская, Боровиковского, Попова, Шахтёрская, Ярослава Ивашкевича, Луговая, Радомышльская, Приорская, Дубровицкая, Берестечская, Николая Гулака, Автозаводской переулок, Академика Навашина.

## История
892-я Новая улица возникла в 1950-е годы. 29 декабря 1953 года улица получила современное название, согласно Решению исполнительного комитета Киевского городского совета депутатов трудящихся № 2610 «Про переименование городских улиц» («Про найменування міських вулиць»).
Со временем к Автозаводской улице была присоединена большая часть Старозабарской улицы — из-за названия местности Забара — которая возникла в 19 веке. Другая часть Старозабарской — от Автозаводской (возле Приорской) до Академика Навашина — была ликвидирована в 1983 году, в связи со сносом старой застройки.
После ликвидации усадебной застройки, улица в 1980-е годы застраивалась кварталами многоэтажной жилой застройки (9-16-этажные дома) Вышгородского массива.
Перед примыканием улицы Николая Гулака между улицами Автозаводской и Бережанской в период 2018—2021 годы построен квартал 25-этажных домов — жилой комплекс «Бережанский» (улица Бережанская, 15).

## Застройка
Улица пролегает в северном направлении с небольшим уклоном на запад. Имеет по три ряда движения в обе стороны. На протяжении всей длины между рядами движения проложена трамвайная линия, в начале небольшой участок — сбоку улицы.
Парная и непарная стороны улицы заняты преимущественно многоэтажной жилой (9-16-этажные и частично 5-этажные дома) и частично малоэтажной жилой (несколько 3-этажных домов) застройкой. Парная сторона начала улицы (до примыкания Луговой) занята промышленными предприятиями. Непосредственно перед примыканием Дубровицкой улицы, улица проходит над подземным коллектором ручья Коноплянка, который впадает в озеро Опечень.
Учреждения:
1. дом № 2 — Институт сверхтвёрдых материалов имени В. Н. Бакуля НАНУ. Научно-технологический алмазный концерн «Алкон»
2. дом № 2 А — бизнес-центр «Алкон»
3. дом № 13 А — детсад № 321
4. дом № 17 А — детсад № 436
5. дом № 18 — завод «Киевпродмаш»
6. дом № 24 — салон осветительных приборов Brille
7. дом № 25 А — Оболонское районное отделение Государственной миграционной службы Украины
8. дом № 47 — детсад № 598
9. дом № 68 — противотуберкулёзный диспансер № 1
10. дом № 76 — Третий Киевский авторемонтный завод
11. дом № 78 — Украинский государственный геологоразведочный институт
12. дом № 89-91 — детсад № 578

Мемориальные доски:
1. дом № 2 — заслуженному деятелю науки и техники УССР Валентину Николаевичу Бакулю — на здании института, где работал (1956—1978)
2. дом № 2 — организатору твёрдосплавного производства в СССР Максиму Максимовичу Бабичу — на здании института, где работал (1960—1970)
3. дом № 2 — по случаю выпуска первых синтетических алмазов (1961)